# Alice Braga
Alice Braga Moraes (São Paulo, 15 de abril de 1983) es una actriz brasileña. Ha participado en varias producciones cinematográficas, entre las que se destaca su actuación en el filme Ciudad de Dios, como el personaje de Angélica. En 2007 alcanzó el éxito en los Estados Unidos con la película Soy leyenda.

## Biografía

### Inicios
Nació en São Paulo, Brasil el 15 de abril de 1983. Desde muy temprana edad estuvo expuesta al mundo del cine, debido a que su madre (Ana Braga), y su tía (Sônia Braga) son actrices. De hecho, desde su niñez acompañaba a los estudios de filmación a su madre y su tía, y no pasó mucho tiempo para que desarrollase la apreciación por el teatro. Es así que inició su carrera en obras teatrales escolares e incluso participó en algunos comerciales televisivos. Sin embargo, su verdadera consagración en el cine ocurrió durante su adolescencia, cuando empezó a actuar en papeles más series de películas.

### Carrera cinematográfica
En 1998 hizo su debut en un cortometraje en portugués titulado Trampolín, pero rápidamente volvió al anonimato para concluir con sus estudios escolares. En el 2002 fue seleccionada para el papel de Angélica en la película Ciudad de Dios, la cual fue aclamada favorablemente por la crítica. Debido a la participación en este filme, consiguió la nominación a mejor actriz de reparto en el festival Cinema Brasil Grand Prize. Nuevamente se alejó de las pantallas, para retomar su estudios universitarios, y realizó apariciones esporádicas en dos películas latinoamericanas Cidade Baixa (2005) y Sólo Dios Sabe (2006), en donde compartió escenario con Diego Luna. Además, en este periodo participó en el popular programa televisivo de Brasil, titulado Carandiru (Outras Historias).
Braga hizo su debut en el cine de habla inglesa en el 2006, en la película Journey to the End of the Night, donde contó con la compañía de grandes estrellas del cine como Brendan Fraser, Mos Def y Catalina Sandino Moreno. Esta película abrió la quinta entrega del festival de cine Tribeca Film Festival; sin embargo, no logró estrenarse en el cine.

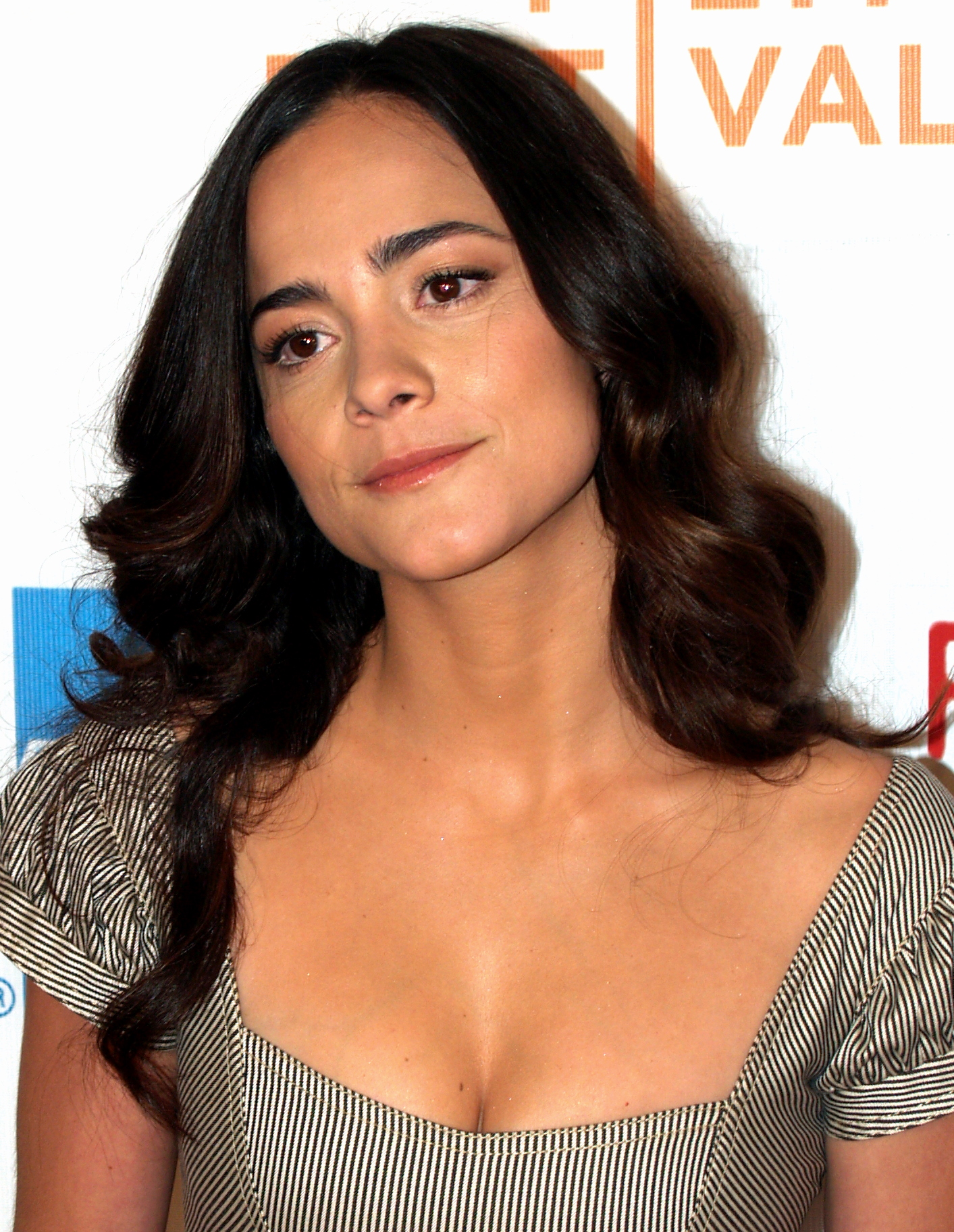
Braga en 2008

En el año 2007 fue seleccionada en el reparto de la exitosa película de Will Smith, Soy leyenda. Posteriormente actuó en el drama Crossing Over, protagonizado por Harrison Ford, Ray Liotta y Ashley Judd. También fue elegida para participar en la película del director David Mamet, Redbelt, donde compartió escenario con Tim Allen y Chiwetel Ejiofor. En el 2008 fue una de las protagonistas de la película Blindness, la cual tuvo su estreno el 14 de mayo en el Festival de Cannes.
En el 2010 fue una de las protagonistas y única mujer del elenco de la película Depredadores en la cual personifica a Isabelle, una francotiradora de las Fuerzas de Defensa de Israel.
En 2011 participa en El Rito con Anthony Hopkins, donde interpreta a a Angelina Vargas, una periodista que asiste a las clases de exorcismo con el fin de escribir un artículo para su periódico.
En el 2013 participa como protagonista junto a Matt Damon en la película Elysium (película) donde actúa como amiga de infancia madre de una niña que padece de leucemia.

### Vida personal
En enero de 2020 Braga reveló que se encontraba en una relación amorosa desde hacía tres años con la actriz Bianca Comparato.
Braga mantiene residencia en Los Ángeles, California, y en São Paulo, Brasil.

## Premios
- Gran Premio del Cine Brasileño: mejor actriz 2007 (por Cidade Baixa);
- Festival Internacional de Cine de Río de Janeiro: mejor actriz 2005 (por Cidade Baixa);
- Premios ACIE de Cine: mejor actriz 2006 (por Cidade Baixa);
- Festival Internacional de Cine de Verona: mejor actriz 2006 (por Cidade Baixa);
- Prêmio Contigo! do Cinema Nacional: mejor actriz 2006 (por Cidade Baixa);
- Prêmio Guarani de Cinema Brasileiro: mejor actriz 2006 y revelación femenina 2006 (por Cidade Baixa);
- Associação Paulista de Críticos de Arte (APCA): mejor actriz 2006 (por Cidade Baixa) y mejor actriz 2023 (por Eduardo e Mônica);
- SESC Film Festival: premio de la audiencia a mejor actriz 2006 y premio de la crítica a mejor actriz 2006 (por Cidade Baixa), y premio de audiencia a mejor actriz 2008 (por A Via Láctea);
- Cine PE – Festival Audiovisual: mejor actriz 2014 (por Muitos Homens Num Só);
- Los Angeles Brazilian Film Festival: mejor actriz 2022 (por Eduardo e Mônica);
- Festival de Cine de Gramado: premio Kikito de Cristal 2023[3]

## Filmografía
| Año       | Película                                      | Rol                     | Notas              |
| --------- | --------------------------------------------- | ----------------------- | ------------------ |
| 1998      | Trampolim                                     | Cláudia                 | cortometraje       |
| 2002      | Ciudad de Dios                                | Angélica                |                    |
| 2005      | Cidade Baixa                                  | Karinna                 |                    |
| 2005      | Carandiru, Outras Histórias                   | Vânia                   | serie de TV        |
| 2006      | Sólo Dios sabe                                | Dolores                 |                    |
| 2006      | Journey to the End of the Night               | Monique                 |                    |
| 2006      | O Cheiro do Ralo                              | Camarera                |                    |
| 2007      | A Via Láctea                                  | Júlia                   |                    |
| 2007      | Rummikub                                      | hija paulista           | cortometraje       |
| 2007      | Soy leyenda                                   | Anna Montez             |                    |
| 2008      | Redbelt                                       | Sondra Terry            |                    |
| 2008      | Blindness                                     | mujer con gafas oscuras |                    |
| 2009      | Crossing Over (Territorio prohibido)          | Mireya Sánchez          |                    |
| 2009      | Cabeça a Prêmio                               | Elaine                  |                    |
| 2010      | Repo Men                                      | Beth                    |                    |
| 2010      | Depredadores                                  | Isabelle                |                    |
| 2010      | Predators Motion Comics: Moment of Extraction | Isabelle                | cortometraje (voz) |
| 2011      | El rito                                       | Angelina Vargas         |                    |
| 2012      | As Brasileiras                                | Mirtes                  | serie de TV        |
| 2012      | On the Road                                   | Terry (Bea Franco)      |                    |
| 2012      | City of God - 10 Years Later                  | ella misma              |                    |
| 2012      | Uma Vida Inteira                              |                         | cortometraje       |
| 2013      | Elysium                                       | Frey Santiago           |                    |
| 2013      | Os Amigos                                     | Julia                   |                    |
| 2014      | Latitudes                                     | Olivia                  |                    |
| 2014      | Muitos Homens Num Só                          | Eva                     |                    |
| 2014      | El Ardor                                      | Vania                   |                    |
| 2014      | Kill Me Three Times                           | Alice Taylor            |                    |
| 2016–2021 | Queen of the South                            | Teresa Mendoza          | serie de TV        |
| 2016      | The Duel                                      | Marisol                 |                    |
| 2016      | Entre Idas e Vindas                           | Sandra                  |                    |
| 2017      | La cabaña                                     | Sophia                  |                    |
| 2018      | ¡Samantha!                                    | Symantha                | serie de TV        |
| 2020      | Eduardo e Mônica                              | Mônica                  |                    |
| 2020      | The New Mutants                               | doctora Cecilia Reyes   |                    |
| 2020      | We are who we are                             | Maggie Teixeira         | serie de TV        |
| 2020      | Soul                                          | consejera Jerry         | voz                |
| 2021      | 22 vs. Earth                                  | consejera Jerry         | cortometraje (voz) |
| 2021      | The Suicide Squad                             | Sol Soria               |                    |
| 2021      | Lavrynthos                                    | Cora                    | cortometraje (voz) |
| 2022      | Slumberkins                                   | mamá perezosa           | serie de TV (voz)  |
| 2023      | Hypnotic                                      | Diana Cruz              |                    |
| 2023      | Share?                                        | #052605011              |                    |
| 2023      | A Murder at the End of the World              | Sian                    | serie de TV        |
| 2024      | Noah's Ark – A Musical Adventure              | Nina                    | voz                |
| 2024      | Dark Matter                                   | Amanda Lucas            | miniserie          |